# امروز هند
امروز هند (به هندی: Neti Bharatam) یک فیلم سینمایی هندی به کارگردانی تی. کریشنا محصول سال ۱۹۸۳ می‌باشد. این فیلم دو سال بعد با عنوان حقیقت (فیلم ۱۹۸۵) بازسازی شد.